# SUNDAY MUSIC FLOAT
『SUNDAY MUSIC FLOAT』（サンデー・ミュージック・フロート）は、bayfmで放送されていたラジオ番組。

## 概要
門脇知子が日曜の夕方にDJにリクエストしたくなるような曲を洋邦問わずセレクトする番組。
この時間はかつて槇原敬之がパーソナリティを務める『Who cares?』が放送されていたが、2020年2月13日に槇原の不祥事発覚によって打ち切りとなり、急遽用意された穴埋め番組として開始された。
2020年4月以降継続となり、後続番組として放送されていた。それに伴い、公式サイト、公式ツイッター、ツイッターの公式ハッシュタグ（#TKSMF）、公式メールアドレスも開始させている。
門脇は2013年頃まで「RADIO SURPRISE!!」とINTER X-PRESSのDJを兼任していたが、自身の体調不良のため降板。約7年ぶりに二つのレギュラー番組の兼任していた。
9月20日放送分で番組終了が発表され、翌週27日の放送をもって終了した。

## 放送時間
- 毎週日曜 17:00 - 17:51（2020年2月16日[1] - 3月29日）
- 毎週日曜 17:00 - 17:55（2020年4月5日[注釈 1] - 9月27日）

## パーソナリティ
- 門脇知子

## タイムテーブル
- 17:30 bayfm TRAFFIC UPDATES - この時間は門脇は出演せず、情報アナウンサー（基本的に日曜担当の小野紫）が進行を担当する。